# Itararé
Itararé é um município brasileiro do estado de São Paulo, situado na divisa com o estado do Paraná e é uma das dezenove cidades que integram a Região Imediata de Itapeva. O município é formado pela sede e pelos distritos de Pedra Branca de Itararé e Santa Cruz dos Lopes.

## Toponímia
Segundo o pesquisador Clóvis Chiaradia, "Itararé" nasceu da junção dos termos da família Tupi-Guarani: "itá" (pedra) e "raré" (tornar oco, socavar, cavado, oco), ou seja, "a pedra solapada" ou "a pedra que o rio cavou", isso porque o rio Itararé corre em um leito rochoso que foi sendo desgastado pela correnteza formando altos paredões, grandes cachoeiras e belas grutas.

## História
Itararé situa-se em uma área conhecida como Campos de São Pedro, que vai do rio Verde até o rio Itararé, que dá o nome ao município.

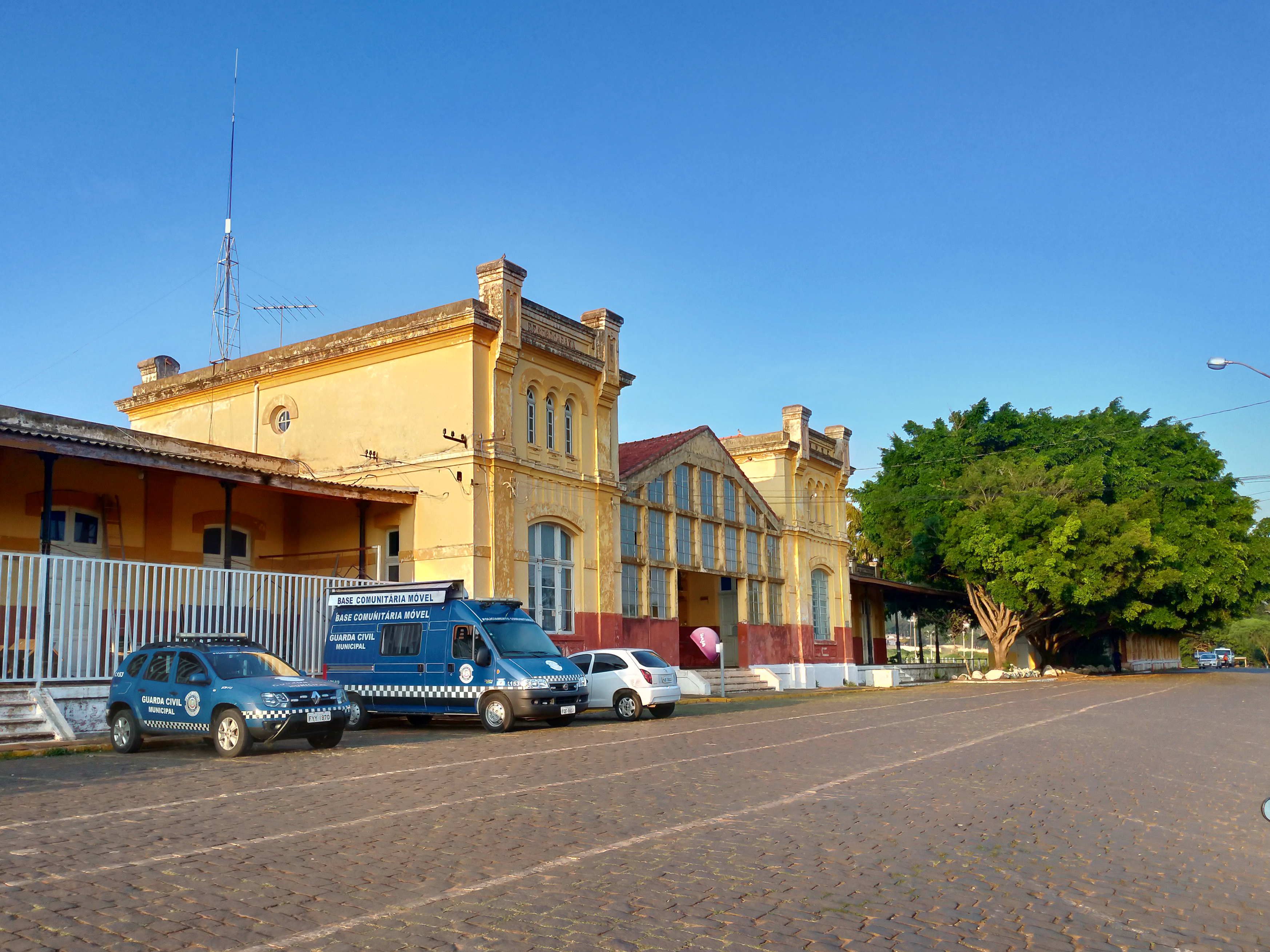
Antiga estação ferroviária, hoje o centro de eventos e sede da Guarda Mirim

Inicialmente habitado por índios Guainazes, tornou-se ponto conhecido de bandeirantes, exploradores, jesuítas e estudiosos, firmando-se como um dos pontos de descanso dos tropeiros que convergiam do sul levando animais para a feira de Sorocaba pelo conhecido Caminho das Tropas.
A Barreira de Itararé, é o ponto onde o rio se estreita e suas margens se unem, o que fornecia aos viajantes uma passagem natural, evitando um rio caudaloso e perigoso de atravessar. O rio foi estabelecido como divisa entre as vilas de Sorocaba e Curitiba, então Quinta comarca de São Paulo, que com sua emancipação em 1853, tornou Província do Paraná, passando o rio Itararé a ser a divisa.
A organização do município teve início em 1725 com a doação de três sesmarias com o propósito de povoamento e desenvolvimento da agricultura e criação. As três propriedades acabaram na mão de um mesmo dono, que registrou a propriedade como "Fazenda de São Pedro" em 1836.
Com o desmembramento constante da propriedade, no ano de 1879 um dos fazendeiros constrói uma capela no ponto de maior aglomeração, à margem do riacho da "Prata", elevando seu status para povoado.
De passagem a caminho do sul, o naturalista e historiador, Auguste de Saint-Hilaire, registra em seu livro a situação do povoado, o encontro do riacho da "Prata" com o rio Itararé e até mesmo a existência de índios bárbaros que atacam fazendas próximas à mata.
Seguindo o mesmo caminho de Auguste de Saint-Hilaire, o célebre naturalista francês, Jean Baptiste Debret fez uma aquarela da ponte de madeira que existia sobre o rio Itararé, retratando a dificuldade em se atravessar com os animais na estreita ponte.
No dia 10 de março de 1885 torna-se Freguesia, em janeiro de 1891 torna-se Curato e 3 de fevereiro de 1891 torna-se Distrito de Paz.
Com a lei nº 197 de 28 de agosto de 1893 , decretada pelo congresso legislativo do estado de São Paulo, cria-se o Município de São Pedro de Itararé, desvinculando-o do município de Itapeva (da Faxina). Em 31 de outubro do mesmo ano e feita a primeira eleição para a Câmara Municipal.
No dia 8 de dezembro de 1897 passou a ser Paróquia. O prefeito só passou a surgir em 1898, sendo eleito anualmente pelos vereadores. Finalmente, pela lei nº 1887, de 8 de dezembro de 1922 foi definida como Comarca, contudo a cerimônia de instalação deu-se somente em 26 de fevereiro de 1923.

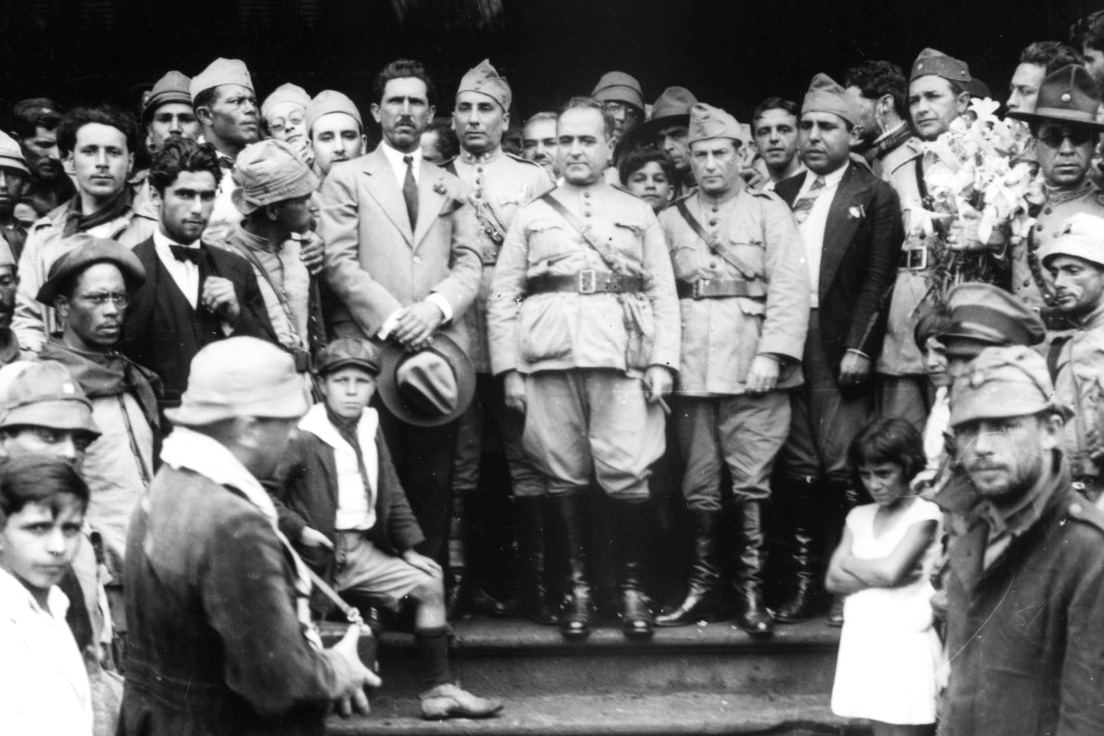
Presidente Getúlio Vargas e sua comitiva durante a Revolução de 1930 na então estação ferroviária, hoje centro de eventos.

Durante a Revolução de 1930, quando Getúlio Vargas partiu de trem rumo a capital federal (então Rio de Janeiro), esperava-se que ocorresse uma grande batalha em Itararé, que não ocorreu pois a cidade acolheu Getúlio na estação ferroviária, permitindo sua entrada no Estado de São Paulo, e os militares depuseram o presidente Washington Luís em 24 de outubro daquele ano. O incidente inspirou o humorista Apparício "Aporelly" Torelly a assinar seus trabalhos como Barão de Itararé.
Durante a Revolução Constitucionalista de 1932 foi uma das frentes de batalha, quando os paulistas consideravam que São Paulo estava sendo tratado como terra conquistada, sendo governada por tenentes de outros estados e sentiam, segundo eles, que a Revolução de 1930 fora feita contra São Paulo.

## Geografia
Localiza-se a uma latitude 24º06'45" sul e a uma longitude 49º19'54" oeste, estando a uma altitude de 740 metros. Possui uma área de 1.003,860 km².

### Hidrografia
- Rio Itararé
- Rio Verde

### Rodovias
- SP-258
- SP-259
- SP-281
- PR-239

### Ferrovias
Atualmente, a cidade é atendida pelo Ramal de Pinhalzinho da antiga Fepasa, parte do chamado Tronco Principal Sul. O ramal, localizado fora do perímetro urbano da cidade, se encontra concedido ao transporte de cargas pela Rumo Logística.
No passado, Itararé também já foi atendida por outras duas históricas ferrovias, o Ramal de Itararé original da antiga Estrada de Ferro Sorocabana e a Linha Itararé-Uruguai da antiga Estrada de Ferro São Paulo-Rio Grande, que a atravessavam em seu centro urbano. Esta última, de posse da antiga Rede Ferroviária Federal, teve seu trecho entre as cidades de Itararé e Jaguariaíva desativado nos anos 1980 e era pejorativamente conhecido como o "pior trecho ferroviário do Brasil", devido às suas inúmeras curvas tortuosas. Os seus trilhos foram arrancados em 1993.
Com a construção de um segundo ramal na cidade, o tráfego no Ramal de Itararé acabou diminuído e devido ao fim do trecho entre Itararé e Jaguariaíva da Linha Itararé-Uruguai nos anos 1990, a Fepasa acabou por desativar de vez o trecho final do antigo ramal da Sorocabana. Os trilhos deste foram retirados em 1996 e o pátio de manobra da antiga estação funciona hoje como o centro de eventos do município.

### Clima
Como em quase todo estado, o clima é subtropical (Cfa) com temperaturas chegando aos 35 °C no verão e -3 °C no inverno com chuvas distribuídas ao longo do ano com diminuição de precipitações nos meses de inverno.
Em Itararé, o verão é longo, morno, úmido e de céu quase encoberto; o inverno é curto, ameno e de céu parcialmente encoberto. Ao longo do ano, em geral a temperatura varia de 10 °C a 29 °C e raramente é inferior a 5 °C ou superior a 32 °C.
| Dados climatológicos para Itararé                                                                         | Dados climatológicos para Itararé | Dados climatológicos para Itararé | Dados climatológicos para Itararé | Dados climatológicos para Itararé | Dados climatológicos para Itararé | Dados climatológicos para Itararé | Dados climatológicos para Itararé | Dados climatológicos para Itararé | Dados climatológicos para Itararé | Dados climatológicos para Itararé | Dados climatológicos para Itararé | Dados climatológicos para Itararé | Dados climatológicos para Itararé |
| Mês | Jan                               | Fev                               | Mar                               | Abr                               | Mai                               | Jun                               | Jul                               | Ago                               | Set                               | Out                               | Nov                               | Dez                               | Ano                               |
| --- | --------------------------------- | --------------------------------- | --------------------------------- | --------------------------------- | --------------------------------- | --------------------------------- | --------------------------------- | --------------------------------- | --------------------------------- | --------------------------------- | --------------------------------- | --------------------------------- | --------------------------------- |
| Temperatura máxima recorde (°C)                                                                           | 36,5                              | 35,9                              | 34,6                              | 32,1                              | 31                                | 29,6                              | 30,2                              | 31,8                              | 32,6                              | 33,5                              | 34,6                              | 35,8                              | 36,5                              |
| Temperatura máxima média (°C)                                                                             | 28,6                              | 28,7                              | 27,6                              | 24,2                              | 22,8                              | 20,9                              | 21,2                              | 23,8                              | 24,2                              | 25,8                              | 27,2                              | 27,8                              | 25,8                              |
| Temperatura média compensada (°C)                                                                         | 22,4                              | 22,6                              | 21,5                              | 19,4                              | 16,3                              | 15,0                              | 14,6                              | 15,7                              | 17,2                              | 19,1                              | 20,5                              | 21,4                              | 18,8                              |
| Temperatura mínima média (°C)                                                                             | 18,2                              | 18,3                              | 17,5                              | 14,7                              | 11,8                              | 9,8                               | 9,4                               | 10,3                              | 12,4                              | 14,1                              | 15,7                              | 16,9                              | 13,7                              |
| Temperatura mínima recorde (°C)                                                                           | 11,2                              | 12,1                              | 7,5                               | 2,1                               | 1,9                               | −2,3                              | −3,6                              | −1,9                              | 1,8                               | 5,8                               | 6,1                               | 8,8                               | −3,6                              |
| Chuva (mm)                                                                                                | 183                               | 159                               | 103                               | 73                                | 79                                | 81                                | 67                                | 51                                | 98                                | 109                               | 107                               | 145                               | 1 255                             |
| Dias com chuva                                                                                            | 15                                | 13                                | 12                                | 7                                 | 5                                 | 6                                 | 3                                 | 3                                 | 7                                 | 8                                 | 9                                 | 13                                | 101                               |
| Umidade relativa (%)                                                                                      | 75                                | 74                                | 73                                | 72                                | 70                                | 72                                | 68                                | 67                                | 70                                | 72                                | 73                                | 76                                | 73                                |
| Insolação (h)                                                                                             | 203                               | 182                               | 196                               | 201                               | 195                               | 188                               | 227                               | 238                               | 196                               | 210                               | 204                               | 198                               | 2 438                             |
| Fonte: https://pt.weatherspark.com/y/29920/Clima-caracter%C3%ADstico-em-Itarar%C3%A9-Brasil-durante-o-ano |                                   |                                   |                                   |                                   |                                   |                                   |                                   |                                   |                                   |                                   |                                   |                                   |                                   |
| Fonte 2: https://pt.climate-data.org/america-do-sul/brasil/sao-paulo/itarare-43701/t/janeiro-1/           |                                   |                                   |                                   |                                   |                                   |                                   |                                   |                                   |                                   |                                   |                                   |                                   |                                   |

## Demografia
Dados do Censo - 2020
População total: 50.778
- Urbana: 47.286
- Rural: 3.492
- Homens: 23.483
- Mulheres: 24.451
- Densidade demográfica (hab./km²): 47,79
- Mortalidade infantil até 1 ano (por mil): 10,54
- Expectativa de vida (anos): 72,27
- Taxa de fecundidade (filhos por mulher): 2,01
- Taxa de alfabetização: 98,00%
- Índice de Desenvolvimento Humano (IDH-M 2010): 0,732
- IDH-M Renda: 0,697
- IDH-M Longevidade: 0,721
- IDH-M Educação: 0,849

(Fonte: IPEADATA)

## Política e administração
- Prefeito: João Jorge Fadel Filho
- Vice-prefeito: Alessandro Martins de Freitas
- Presidente da câmara: Marco Antonio Pereira

## Infraestrutura

### Saúde
- Possui 1 hospital, a Santa Casa de Misericórdia de Itararé, que conta com 129 leitos;
- Conta com dezoito Unidades de Saúde do SUS.

### Transportes
- Viação Transpen
- Expresso Jóia
- Viação Expresso Amarelinho
- Auto Viação Catarinense
- Viação Expresso Nordeste
- Viação Princesa dos Campos
- Santiago Transportes - Serviço de transporte coletivo

#### Aeródromo
Desativado desde 2014, com pista de 1300m em terra. Anteriormente homologado sob o código ICAO SDID, hoje o terreno está destinado à implantação de um frigorífico

### Comunicações

#### Telefonia
O sistema de telefones automáticos foi inaugurado na cidade em 1952, e substituído por outro mais moderno em 1974 pela Companhia de Telecomunicações do Estado de São Paulo (COTESP). Já o sistema de discagem direta à distância (DDD) foi implantado em 1979 pela Telecomunicações de São Paulo (TELESP), com o código de área (0155).
Na década de 90 o código DDD da cidade foi alterado para (015), para padronização do sistema telefônico com a telefonia celular que estava sendo implantada em todo o estado.

#### Emissoras de rádio
- 94 FM 94,3
- Jovem Pan FM 105,1
- Educadora FM 88,7
- Nova Vida FM 100,1

#### Imprensa
- Regional Notícias
- Portal RVS
- A Minúscula
- O Guarani

## Cultura e lazer

### Principais eventos
Festa do Milho Verde: Festa organizada pela associação de moradores do bairro Vila Santa Terezinha, que possui barracas que comercializam o milho dentre suas mais diversas formas: natural, mingau, bolo, sorvete, pamonha, etc;
Cavalgada: Realizada no último final de semana do mês de janeiro, abrangendo o eixo entre Bom Sucesso de Itararé a Sengés;
Festa de São Pedro: Quermesse realizada em homenagem ao padroeiro do município, São Pedro. Há exposições e comercialização de produtos, lanches, gêneros alimentícios e entretenimentos em geral;
Concurso Miss Itararé: Realizado para eleger a garota que representará o município, como parte das comemorações de aniversário realizada no mês de agosto.
Desfile e Festa de Aniversário do Município - 28 de agosto: Durante um período de cinco dias em média, é realizado no centro de eventos o rodeio, a exposição agropecuária, shows em geral, queima de fogos de artifício no encerramento, sendo neste local instalado uma grande estrutura que agrega serviços de alimentação e entretenimento, stands de exposição, barracas de artesanato, leilão de gado, etc.

## Turismo
Municípios de Interesse Turístico (MIT)
Em 07/04/2015, o Plenário da Assembleia Legislativa do Estado de São Paulo (ALESP), aprovou por unanimidade, a Proposta de Emenda à Constituição 11/2013, que foi encaminhada pelo Governador Geraldo Alckmin, que dá nova redação ao artigo 146, que tem o objetivo de ampliar o número de municípios beneficiários dos recursos vinculados ao Fundo de Melhoria das Estâncias.
Dessa forma, o Estado de São Paulo amplia a abrangência de políticas públicas para o desenvolvimento do turismo no Estado através de um fundo constitucional.
Na prática, esta iniciativa do Executivo institui que 140 municípios serão de interesse turístico. Todos os municípios, excetos as Estâncias já existentes, concorrerão a esse grupo, e para participar desse time, os municípios deverão preencher alguns critérios como potencial turístico, Conselho Municipal de Turismo, serviço médico emergencial, infraestrutura básica, Plano diretor de turismo e expressivos atrativos turísticos.
O município possui diversas cachoeiras, cânions, trilhas de ecoturismo em geral, trekking, mountain bike, parapente e vários outros esportes de aventura.

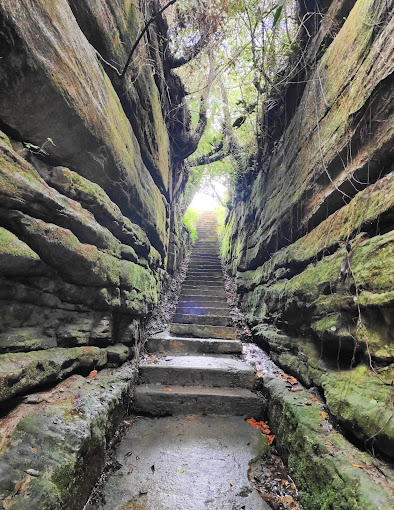
Parque Ecológico da Barreira

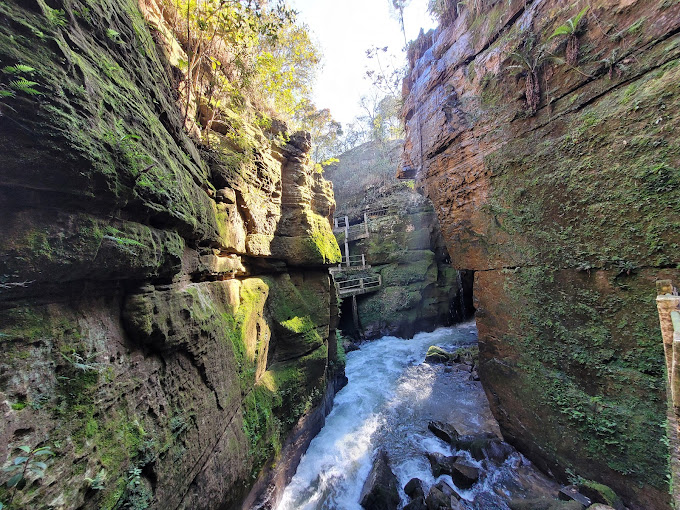
Parque da Barreira

Cascatas, paredões rochosos e revoada de andorinhas são os principais atrativos. Nos finais de semana, principalmente durante os feriados prolongados a cidade recebe centenas de turistas e visitantes para curtir os principais atrativos.
Com 70 mil metros quadrados coberta por uma vegetação de cerrado e cânion a Gruta da Barreira, como é mais conhecida, conta com uma biodiversidade singular encantando os olhos de quem estiver por lá com as cascatas, fendas e poços esculpidos pelas águas.
As andorinhas, símbolo do município, fazem um espetáculo à parte com a revoada no final do dia, quando retornam para seus ninhos entre os paredões rochosos.
A Gruta da Barreira carrega também muitas lendas e uma delas está na água. “Dizem que aquele que beber da água que sai da pedra, sempre voltará para Itararé”,
O parque está localizado às margens da SP 258 – Rodovia Francisco Alves Negrão, a apenas 3 km da cidade de Itararé. O parque recebe turistas de todo Brasil, principalmente dos estados de São Paulo e Paraná.

## Pessoas ilustres
- Mário Antônio da Silva
- Carlos Casagrande
- Lindolfo Gaya
- Gabriel “FalleN” Toledo

## Religião
O Cristianismo se faz presente na cidade da seguinte forma:

### Igreja Católica
- A igreja faz parte da Diocese de Itapeva.[22]

### Igrejas Evangélicas
- Assembleia de Deus Ministério do Belém.[23][24]
- Congregação Cristã no Brasil.[25]